# José Rodríguez Fernández-Andes
Manuel José Rodríguez Fernández-Andes (Sevilla, 29 de junio de 1908-Madrid, 20 de febrero de 1950) fue un imaginero sevillano cuya obra se centra principalmente en su ciudad natal y en la de Hellín (Albacete), aunque también destacan obras suyas en Madrid, donde residió la segunda etapa de su vida siendo hermano fundador de la Hermandad del Gran Poder y Esperanza Macarena de Madrid; también en Cádiz y en Huelva.
De padre sevillano y madre cubana, nació en el barrio de San Vicente (calle Miguel del Cid) y comenzó su aprendizaje en la Escuela de Artes y Oficios de la ciudad, donde fue discípulo de los maestros Antonio Illanes Rodríguez y Antonio Castillo Lastrucci, para pasar más tarde a Madrid, a las órdenes del escultor sevillano Lorenzo Coullaut Valera.

## Obra

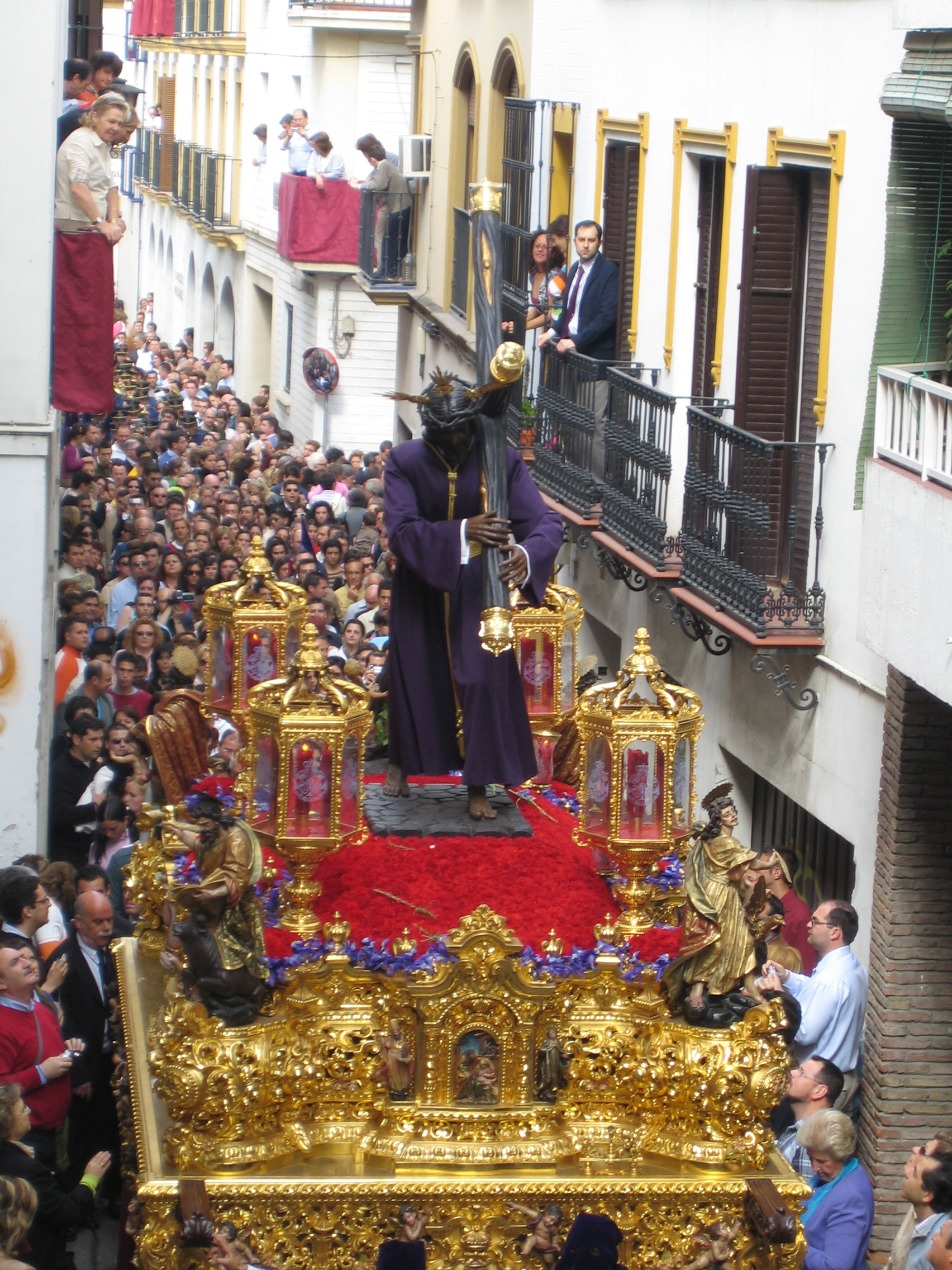
Jesús de la Salud, conocido popularmente como El Manué o el Señor de los Gitanos, obra de Fernández-Andes para la Hermandad de Los Gitanos (Sevilla).

- Virgen de la Caridad (1931) y Virgen de la Piedad (1945) para la Hermandad de El Baratillo (Sevilla).
- Virgen del Rosario (1937) para la hermandad de su nombre en la iglesia de San Julián (Sevilla).
- Virgen del Rosario (1937), patrona de Cádiz, para el convento de Nuestra Señora del Rosario y Santo Domingo.
- Virgen de las Angustias (1937) y Jesús de la Salud (1938) para la Hermandad de Los Gitanos (Sevilla).
- Virgen del Rosario (1939), patrona de Hellín (Albacete), para el Santuario de Nuestra Señora del Rosario (Hellín).
- Virgen de Gracia y Esperanza (1939) para la Hermandad de San Roque (Sevilla).
- María Santísima de la Esperanza Macarena (1940), Nuestro Padre Jesús del Gran Poder (1941) y San Juan Evangelista para la Hermandad del Gran Poder y de la Esperanza Macarena (Madrid).
- Inmaculada Concepción -La Invicta- (1941) para el Convento de San Francisco (Hellín).
- Virgen de los Dolores (1945) para Rociana del Condado (Huelva).
- Nuestra Señora del Dolor (1946) para la Real Cofradía de Nuestra Señora del Dolor (Hellín).
- Nuestro Padre Jesús Nazareno (1948) para la Real Cofradía del Dulce Nombre de Jesús y Santa Caridad (Alcalá la Real).
- Nuestra Señora de los Dolores (1948) para la Muy Antigua Hermandad del Señor de la Humildad (Alcalá la Real).
- Jesús del Gran Poder (1948) para la Real Cofradía de Nuestra Señora del Dolor (Hellín).
- Misterio de los Azotes (1949) para la Hermandad de Los Azotes (Hellín).
- Santa Mujer Verónica (1949) para la Hermandad de La Verónica (Hellín).
- María Santísima de los Dolores para la Cofradía Fusionada (Fuengirola).